# Rostra Diocletiani
Die Rostra Diocletiani sind eine gegen Ende des 3. Jahrhunderts errichtete Rednertribüne (rostra) am östlichen Ende des Forum Romanum in Rom.

## Befund
Die sogenannten rostra Diocletiani wurden am Ostrand des eigentlichen und gepflasterten Forumsplatzes aus Ziegelmauerwerk errichtet. Sie waren etwa 12 Meter tief und 30 Meter breit, nahmen also fast die gesamte Breite des Forums in diesem Bereich ein. Ihre an der Südecke erhaltene Höhe erreicht 3,90 Meter. Der Bau war einst mit Marmorplatten verkleidet, entsprechende Werkstücke des Basisprofils und des Gesimses sind erhalten. Im Inneren fanden sich die ausgeraubten Fundamente für fünf Säulen, die sich auf der Plattform erhoben. Anhand von Ziegelstempeln kann der Bau in die Zeit des Diokletian an das Ende des 3. Jahrhunderts oder den Beginn des 4. Jahrhunderts datiert werden.

## Identifizierung
Filippo Coarelli brachte das Monument mit Constantius I., einem der Caesaren der diokletianischen Tetrarchie, in Verbindung und schlug vor, dessen Sieg über Carausius im Jahr 293 als Anlass der Errichtung zu sehen. Der Baukörper und seine Gestaltung legen hingegen nahe, in dem Bauwerk ein Gegenstück zu den ebenfalls in tetrarchischer Zeit umgestalteten rostra Augusti an der Westseite des Forums zu erkennen. Die rostra Diocletiani ersetzten in dem Fall die einige Meter weiter östlich gelegenen rostra aedis Divi Iuli, die dem von Augustus errichteten Tempel des Divus Iulius vorgelagert waren. Möglicherweise sind mit den rostra Diocletiani sogar einige kaiserliche Ansprachen zu verbinden, die von der neuen Rednerbühne gehalten wurden.
Im Rahmen der Umgestaltung hatten die rostra Augusti in tetrarchischer Zeit tiefreichende Fundamente erhalten, die ein aus fünf Säulen bestehendes Monument trugen. Auf jeder Säule stand die Statue eines Genius der vier Tetrarchen mit einem Standbild Iuppiters in der Mitte. Für die rostra Diocletiani ist eine entsprechende Gestaltung anzusetzen. Einlassspuren auf der dem Forum zugewandten Westseite des Baukörpers könnten von der Anbringung von Rammspornen, den eigentlichen rostra, zeugen, sind aber vielleicht auch nur mit der Marmorverkleidung zu verbinden.

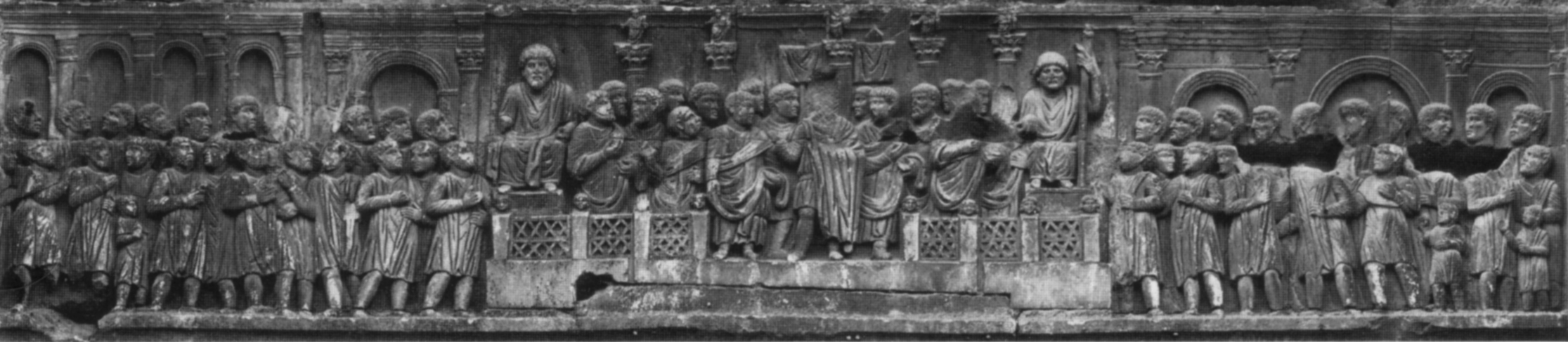
Die rostra Augusti mit dem tetrarchischen Fünf-Säulen-Monument auf dem Fries des Konstantinsbogen

Anlass für diese grundlegende und letzte einschneidende Veränderung des Forumareals waren wahrscheinlich die Decennalien, die Zehnjahresfeiern der ersten Tetrarchie im Jahr 303, die für die beiden Augusti Diokletian und Maximian zugleich die Vizennalfeiern waren. Die Säulenmonumente auf den Rednerbühnen der Schmalseiten kündeten von dem Ereignis und feierten die neue Herrschaftsform. Ebenfalls in dieser Zeit oder bald darauf entstand an der Südseite des Forums, unmittelbar vor der Fassade der Basilika Julia, ein sieben Säulen umfassendes Denkmal, dessen Sockel noch erhalten sind. Somit waren drei Seiten des Forum Romanum von tetrarchischen Säulenmonumenten gerahmt, hinter denen die altehrwürdigen Bauten des Forums zurücktraten.

## Ausgrabungsgeschichte
Bei den groß angelegten Ausgrabungen des Forum Romanum ab 1871 – Rom war gerade Teil des italienischen Staates und dessen Hauptstadt geworden – war man in erster Linie bestrebt, den kaiserzeitlichen Zustand wiederzugewinnen. Der Zeit und dem Königreich Italien verpflichtet, wurde von Pietro Rosa, Giuseppe Fiorelli und Rodolfo Lanciani alles, was jünger war oder als jünger beurteilt wurde, abgetragen. Als man 1874 auf die gut erhaltene Baustruktur der rostra Diocletiani stieß, hielt man sie für Reste eines mittelalterlichen Turms und beseitigte sie, ohne sich mit der Dokumentation weiter aufzuhalten. Lediglich die Südseite deutete man als Teil des sieben Säulen umfassenden Monumentes vor der Basilika Julia und ließ sie stehen. Erst erneute Ausgrabungen im Jahr 1979 verdeutlichten die Ausmaße des einstigen Gebäudes und seine Binnenstruktur, klärten seine Datierung und bereiteten den Weg für die Deutung seiner einstigen Funktion.